# Lemat Schwarza
Lemat Schwarza – twierdzenie analizy zespolonej o wielu użytecznych wariantach będące jednym z najprostszych obok zasady maksimum wyników opisujących sztywność funkcji holomorficznych. Przedstawiona niżej główna wersja lematu orzeka, że dana funkcja holomorficzna zespolonego koła jednostkowego w siebie, dla której początek płaszczyzny jest punktem stałym, jest obrotem bądź „ściąga” każdy punkt do początku (zob. przekształcenie zwężające).

## Twierdzenie
Niech {\displaystyle H^{\infty }} oznacza przestrzeń wszystkich ograniczonych funkcji holomorficznych określonych na kole jednostkowym {\displaystyle B} na płaszczyźnie zespolonej z normą daną wzorem {\displaystyle \|f\|_{\infty }=\sup _{z\in B}\displaystyle |f(z)\displaystyle |.}
Jeżeli {\displaystyle f\in H^{\infty }} oraz {\displaystyle \|f\|_{\infty }\leqslant 1,} a przy tym {\displaystyle f(0)=0,} to
{\displaystyle {\big |}f(z){\big |}\leqslant |z|}
dla {\displaystyle z\in B} oraz
{\displaystyle {\big |}f'(0){\big |}\leqslant 1.}
Ponadto jeśli {\displaystyle |f(z)\displaystyle |=|z|} dla choć jednego punktu {\displaystyle z\neq 0} należącego do zbioru {\displaystyle B} lub {\displaystyle |f'(0)\displaystyle |=1,} to istnieje stała {\displaystyle \lambda } spełniająca {\displaystyle |\lambda |=1,} dla której {\displaystyle f(z)=\lambda z.}